# 아이팟 터치 (4세대)
아이팟 터치(4세대)는 2010년 9월 1일에 정식 공개했다. 카메라 촬영과 HD 동영상 촬영 및 페이스 타임을 위한 전·후면 카메라가 생겼지만 전면은 30만화소 후면은 70만화소로 아이폰에 비해 떨어지는 수준이나 HD급 720p 동영상촬영이 가능하며, 아이폰 4와 같은 레티나 디스플레이가 채택되었다. 그리고 3축 자이로스코프, 얇아진 두께, 홀드 스위치 자리 바꿈, 볼륨 스위치 재디자인, 내장 스피커 개선, 내장 마이크 장착 등 많은 변화가 생겼다. 가격은 한국 온라인 애플스토어 기준으로, 8GB 319,000원, 32GB 429,000원, 64GB 569,000원이었다. 그리고 2011년 10월 4일 오전 10시 (현지 기준)캘리포니아주 본사에서 '아이폰 4S'와 함께 '아이팟터치 4세대 화이트버전'이 같이 발표가 되었으며 성능은 4세대 블랙제품과 모두 똑같고 색상과 가격이 변동되었으며 '아이폰4S'처럼 기본적으로 iOS 5가 설치된다. 2011년 10월 14일 판매가 시작되었으며 가격은 한국 온라인 애플스토어 기준으로 블랙과 새로나온 화이트 모두 아이팟터치 3세대와 비교해 낮아진 8GB 269,000원, 32GB 399,000원, 64GB 549,000원이다.